# Achryson surinamum
Achryson surinamum es una especie de escarabajo longicornio de la subfamilia Cerambycinae, tribu Achrysonini. Fue descrita científicamente por Linné en 1767.
Se distribuye por Antigua y Barbados, Argentina, Bolivia, Brasil, Antillas Británicas, Colombia, Costa Rica, Cuba, Dominica, El Salvador, Ecuador, Estados Unidos, Granada, Guadalupe, Guatemala, Guyana, Guayana Francesa, Honduras, Jamaica, Martinica, México, Montserrat, Nicaragua, Paraguay, Perú, Puerto Rico, República Dominicana, Santa Lucía, Santo Tomé, San Vicente y las Granadinas, Surinam, Uruguay y Venezuela. Mide aproximadamente 8-25 milímetros de longitud. El período de vuelo de esta especie ocurre en todos los meses del año.